# (17354) Matrosov
(17354) Matrosov (1977 EU1) – planetoida z pasa głównego asteroid okrążająca Słońce w ciągu 4,25 lat w średniej odległości 2,62 j.a. Odkryta 13 marca 1977 roku.